# Sans Souci (South Carolina)
Sans Souci ist ein als Census-designated place (CDP) eingestufter Ort im US-Bundesstaat South Carolina. Der Ort liegt im Greenville County und ist Teil der Metropolregion Upstate. Das U.S. Census Bureau hat bei der Volkszählung 2020 eine Einwohnerzahl von 8581 ermittelt.

## Geographie
Sans Souci liegt im Zentrum des Greenville County und befindet sich 5 km nördlich des Zentrums von Greenville. Die westliche Grenze zu Berea bildet der Reedy River und im Südwesten grenzen die beiden CDPs Parker und City View an.
Die U.S. Highway 276 (Poinsett Highway) bildet die östliche Grenze von Sans Souci. Der Highway führt südlich nach Greenville und nördlich 10 km nach Travelers Rest.
Entlang des Reedy Rivers verlief bis 2005 die Bahnstrecke der Greenville and Northern Railway, deren Trasse nach Stilllegung und Abbau der Gleise zu einem Rad- und Wanderweg namens Swamp Rabbit Trail umgewandelt wurde.